# Gaby Kerpel
Gaby Kerpel (Buenos Aires, 18 de marzo de 1964) es un músico y productor musical argentino, que ha trabajado en varios proyectos musicales e incluso a la mano de Gustavo Santaolalla con quien en 2001 realizara el álbum Carnabailito, con composiciones de Gaby Kerpel y producido por el mismo Santaolalla.

## Carrera musical
En su adolescencia Kerpel tomó clases de piano y tocó teclados en diferentes grupos. También estudió armonía, improvisación y música clásica, pero luego se dio cuenta de que esos géneros ya establecidos no le interesaban.
En 1985 conoció a los integrantes de La Organización Negra, un grupo de teatro que estaba trabajando en una obra muy particular para la cual le pidieron que componga la música. Con la idea de crear un sonido acorde a la singularidad de los otros elementos de la obra, Kerpel comenzó a ver la música desde diferentes lugares, aprendiendo a utilizar la tecnología como una herramienta creativa y personal. Compuso música y la interpretó en vivo para La Organización Negra por 7 años, durante los cuales también colaboró en otros proyectos de danza (El descueve, por ejemplo), film (diseño de sonido de Picado fino de Esteban Sapir) y Video.
En 1993, cuando La Organización Negra se separó, dos de sus integrantes formaron un nuevo grupo llamado De La Guarda y pidieron a Kerpel que continúe trabajando con ellos. Ese año su hermano Aníbal y su socio Gustavo Santaolalla, visitaron Buenos Aires y comenzaron a trabajar con De La Guarda en un CD, el cual fue editado por Island Records en 1995. Santaolalla, quien es pionero de la música folclórica alternativa en Argentina desde 1960, produjo también Carnabailito y se transformó en un valioso mentor para Kerpel.
Durante varios años, Kerpel viajó por el mundo con De La Guarda y su ya famoso show (Buenos Aires, Nueva York, Londres, Las Vegas, México DF, Montreal, Belgrado, Zúrich, Tokio, Berlín, Ámsterdam, Seúl, Sídney, Milán, Moscú, São Paulo, Tel Aviv, Lisboa, Valencia, Madrid, Estambul, Monterrey y Bogotá).
Colaboró como sonidista en el filme Picado fino dirigida por Esteban Sapir que se estrenó el 23 de abril de 1998.
Mientras tanto, componía el material de su propio disco Carnabailito que fue editado en forma independiente en Argentina en noviembre de 2001. Luego Nonesuch Records lo edita mundialmente en agosto de 2003.
Durante el año 2001 produjo el segundo álbum de De La Guarda con el compositor y DJ Británico Howie B.
En marzo del 2002 se muda a Los Ángeles y luego a Nueva York, donde con la intención de desarrollar su carrera y experimentar con su idea de interpretar en vivo su Álbum Carnabailito. Por otro lado entre 2003 y 2005 Kerpel compuso la música para Fuerzabruta, un nuevo show de uno de los creadores de De La Guarda, Diqui James. El espectáculo se estrenó en Buenos Aires en mayo de 2005. Fue realizado en Lisboa y luego con gran éxito en London durante el verano de 2006.
En abril de 2010 junto con Delfín Quishpe, La Tigresa del Oriente y Wendy Sulca, lanzaron como sencillo especial, el videoclip "En tus tierras bailaré", en el portal de YouTube. La letra del tema fue escrita por Gastón Cleiman y contó con la participación de Gaby Kerpel en la música. La canción tuvo repercusión en los medios hispanoamericanos y obtuvo más de diez millones de visitas (uniendo los tres clips subidos en las cuentas de los cantantes), nuevamente, con diversas opiniones sobre el trabajo musical. El tema fue promocionado además en iTunes Store. y nombrado por la banda Calle 13 como el «We Are The World» de YouTube.
Actualmente Gaby se encuentra componiendo material para un futuro CD, realizando esporádicas presentaciones en vivo con su show Carnabailito Live y comenzando con un nuevo proyecto de DJ set bajo el seudónimo King Coya junto a Julián Gómez (alias El Trip Selector) basado en cumbias remixadas y géneros adyacentes.